# Shire of Coolgardie
Shire of Coolgardie is een Local Government Area (LGA) in de regio Goldfields-Esperance in West-Australië. Het telde 3.478 inwoners in 2021, tegenover 4.078 inwoners in 2007. De hoofdplaats is Coolgardie.

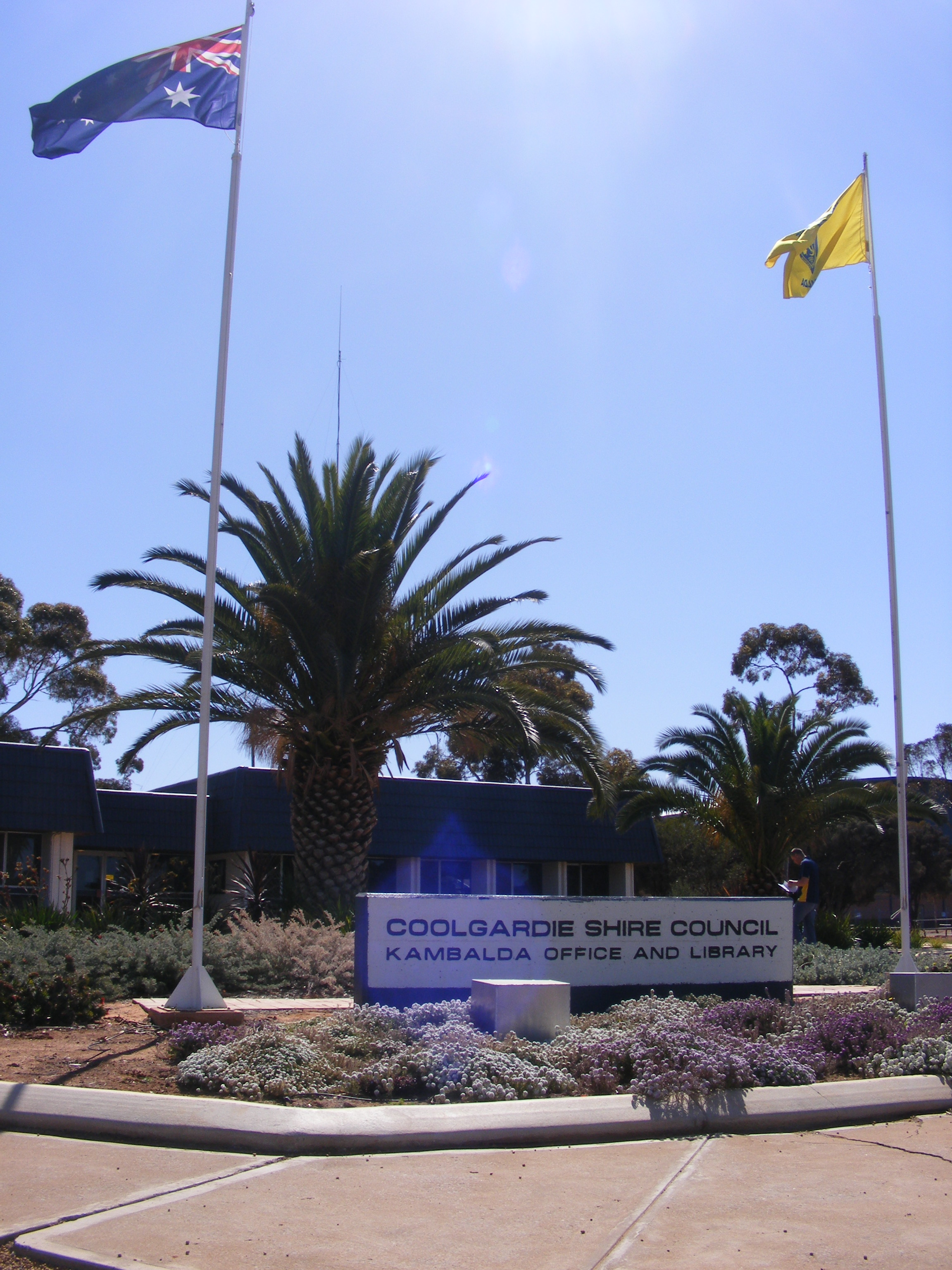
Districtskantoren

## Geschiedenis
Op 6 juli 1894 werd het 'Coolgardie Municipal District' opgericht en op 7 augustus 1896 het 'Coolgardie Road District'. Op 20 mei 1921 werd het 'Coolgardie Municipal District' bij het 'Coolgardie Road District' gevoegd. Ten gevolge de 'Local Government Act' van 1960 veranderde het district op 23 juni 1961 van naam en werd de 'Shire of Coolgardie'.

## Beschrijving
'Shire of Coolgardie' is een district in de regio Goldfields-Esperance. Het is 30.400 km² groot en telde 3.478 inwoners in 2021. De economische bedrijvigheid in het district bestaat hoofdzakelijk uit goud- en nikkelmijnactiviteiten, extensieve veeteelt en toerisme.

## Plaatsen, dorpen en lokaliteiten
- Coolgardie
- Bonnie Vale
- Bullabulling
- Burbanks
- Dunnsville
- Higginsville
- Kambalda
- Kambalda West
- Kintore
- Kunanalling
- Kundana
- Kurrawang
- Londonderry
- Mount Burges
- Mungari
- Spargoville
- Widgiemooltha